# Landwind X7

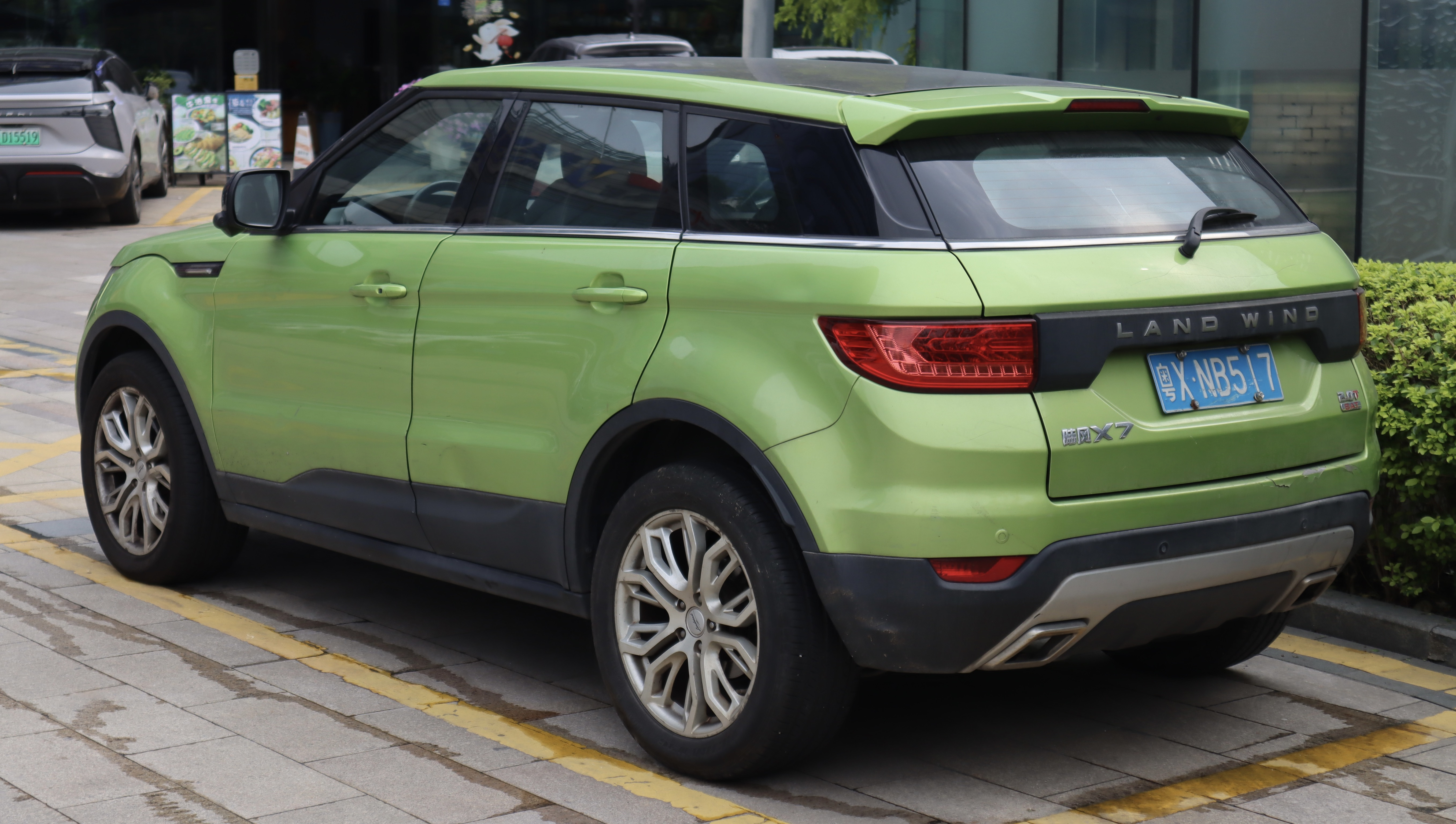
Heckansicht

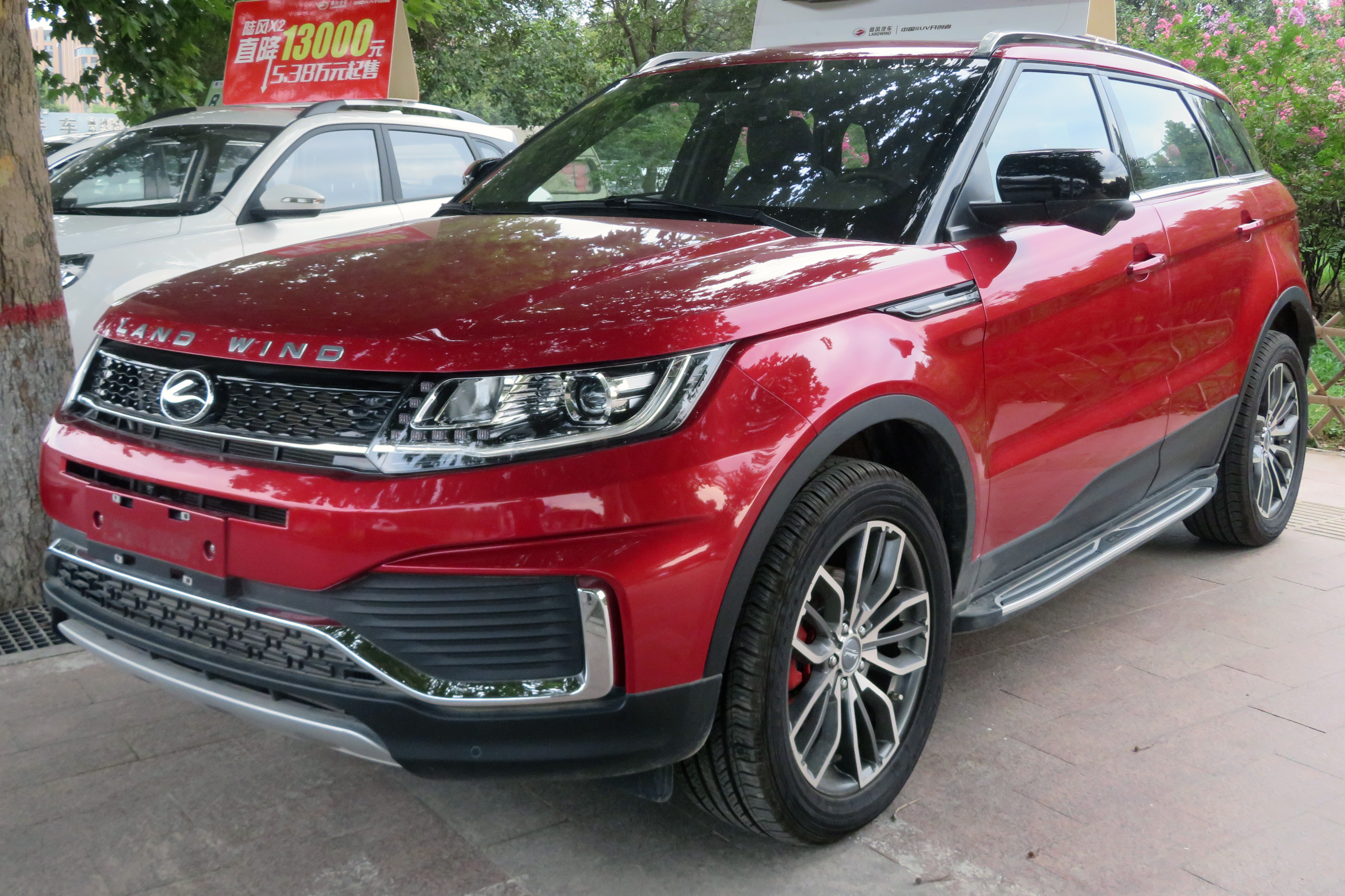
Landwind X7 (2017–2019)

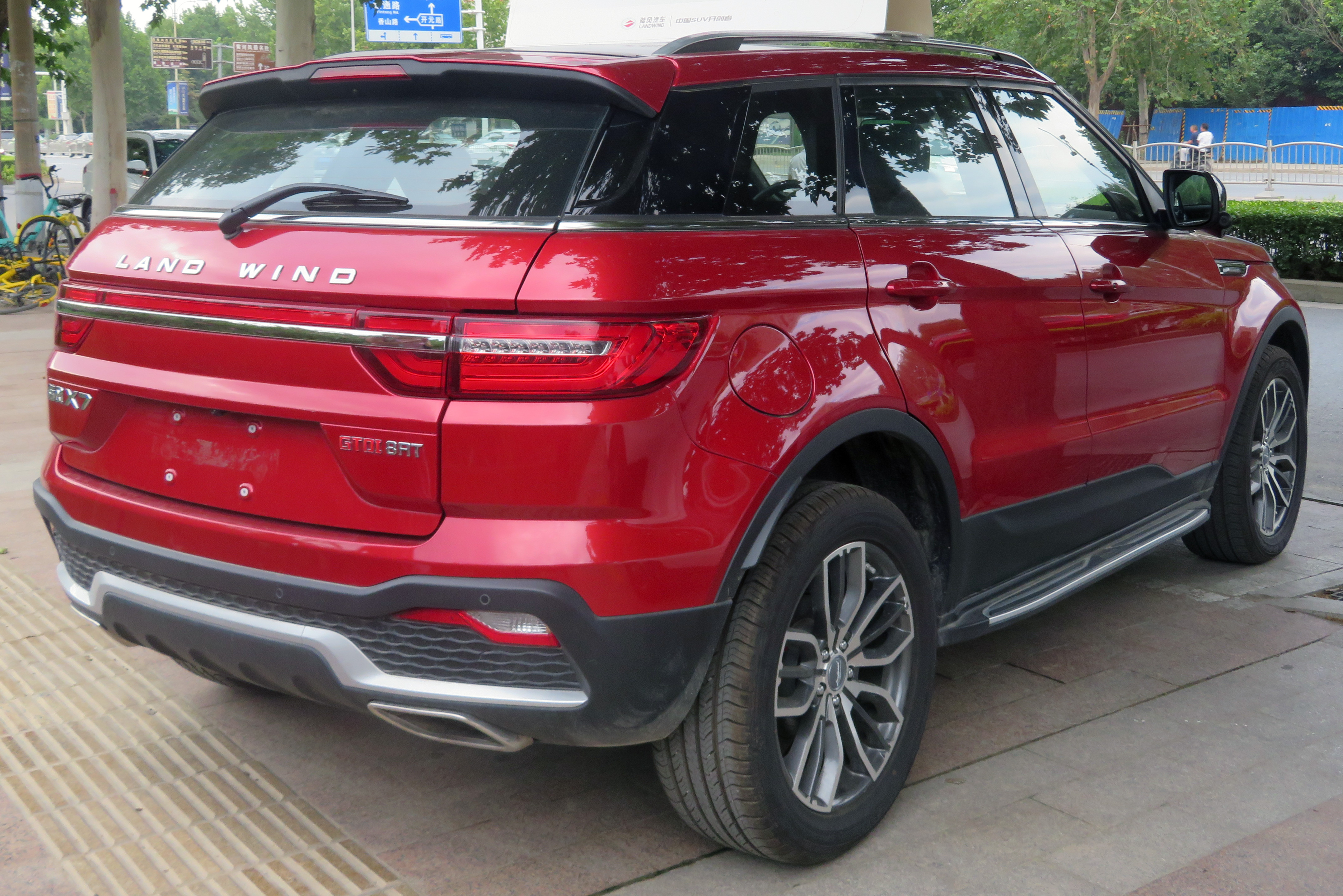
Heckansicht

Der Landwind X7 ist ein Kompakt-SUV des chinesischen Automobilherstellers Jiangling Motors. Das Fahrzeug erregte weltweite Aufmerksamkeit, da es als Kopie des Range Rover Evoque angesehen wird. Jaguar Land Rover versuchte den Marktstart des X7 zu verhindern, blieb allerdings erfolglos.

## Geschichte
Vorgestellt wurde das Fahrzeug im Oktober 2014, der Öffentlichkeit wurde es erstmals auf der Guangzhou Auto Show im November 2014 gezeigt. Der Verkauf in China startete am 6. August 2015.
Weltweite Aufmerksamkeit erregte der Landwind X7 durch die optische Ähnlichkeit zum Range Rover Evoque. Im Gegensatz zu diesem kostet der X7 jedoch nur rund ein Drittel. Die Vorstellung des X7 fand nur kurz nach der Eröffnung eines Werks von Tata Motors, der Muttergesellschaft von Jaguar Land Rover, in Changshu statt. In diesem Werk werden der Evoque und der Discovery Sport für den chinesischen Markt produziert. Wie der X7 wurde auch die chinesische Version des Evoque auf der Guangzhou Auto Show 2014 vorgestellt.
Die erste Antwort von Jaguar Land Rover kam während der Guangzhou Auto Show 2014, als der für Jaguar arbeitende Designer Ian Callum Bilder des X7 twitterte und auf die Ähnlichkeit zwischen X7 und Evoque hinwies. Darüber hinaus erklärte das Unternehmen, dass untersucht werden würde, ob das Evoque-Design von Jiangling Motors kopiert wurde und dass es angemessen sei, Maßnahmen zu ergreifen, um sein geistiges Eigentum zu schützen. Jaguar Land Rover ging später vor Gericht, die Beschwerden wurden allerdings Anfang 2015 abgewiesen.
Sowohl Jaguar Land Rover als auch Jiangling Motors hatten für das Design der jeweiligen Modelle Design-Schutzrechte eingereicht, die jedoch beide 2016 annulliert wurden. Das Schutzrecht für das Außendesign des Evoque wurde im April 2016 in China von der Regulierungsbehörde für geistiges Eigentum für ungültig erklärt, da das Auto enthüllt wurde, bevor das Schutzrecht im November 2011 eingereicht wurde. Die Aufhebung erfolgte auf einen Antrag von Jiangling Motors. Das Schutzrecht des X7 wurde am 16. Mai 2016 auf Antrag von Jaguar Land Rover annulliert, da das Design dem des Evoque zu ähnlich sei.
Im Juni 2016 leitete Jaguar Land Rover erneut rechtliche Schritte gegen Jiangling Motors ein, indem das Unternehmen vor das Gericht in Peking zog. Der chinesische Automobilhersteller soll für eine Urheberrechtsverletzung und unlauteren Wettbewerb verantwortlich gemacht werden. Solche Prozesse werden selten geführt, da die meisten nicht-chinesischen Automobilhersteller keine Chance auf das Gewinnen eines Prozesses, der wegen des Kopierens von Außendesign geführt wird, sehen.
Im März 2019 stellte das Distriktgericht Peking Chaoyang in einem Verfahren fest, dass der Landwind X7 von Jiangling eine Kopie des Range Rover Evoque darstellt. Vorgebracht werden fünf einzigartige Merkmale des Landrovers, welche von Jiangling beim Landwind X7 kopiert wurden. Die Ähnlichkeit der beiden Fahrzeuge sei zu hoch und es sei bereits zu weit verbreiteten Verwechslungen beim Kunden gekommen.
Vom Gericht wurde festgelegt, dass Verkauf, Herstellung und Marketing des Landwind sofort einzustellen sind. Zudem muss die Jiangling Motor Corporation den Briten eine Entschädigung zahlen.
Im Oktober 2017 präsentierte Landwind eine überarbeitete Variante des X7. Sie unterscheidet sich nun insbesondere am Heck mehr vom Evoque.

## Technische Daten
Der Landwind X7 wird in drei Ausstattungsvarianten angeboten. Den Antrieb übernimmt ein 140 kW (190 PS) starker Zweiliter-Ottomotor von Mitsubishi, der auch im Landwind X5 zum Einsatz kommt. Mit der Vorstellung des Facelifts ist außerdem der 1,5-Liter-Ottomotor mit 120 kW (163 PS) aus dem Mitsubishi Eclipse Cross verfügbar.
| Kenngrößen                                  | 1.5 GTDI                          | 2.0 T                        |
| Bauzeitraum                                 | 10/2017–03/2019                   | 08/2015–03/2019              |
| Motorkenndaten                              |                                   |                              |
| Motortyp                                    | R4-Ottomotor                      | R4-Ottomotor                 |
| Motoraufladung                              | Turbolader                        | Turbolader                   |
| Hubraum                                     | 1490 cm³                          | 1997 cm³                     |
| max. Leistung                               | 120 kW (163 PS) bei 5400–5700/min | 140 kW (190 PS) bei 5500/min |
| max. Drehmoment                             | 250 Nm bei 1500–4000/min          | 250 Nm bei 2800–4400/min     |
| Kraftübertragung                            |                                   |                              |
| Antrieb, serienmäßig                        | Vorderradantrieb                  | Vorderradantrieb             |
| Getriebe, serienmäßig                       | 8-Gang-Automatikgetriebe          | 8-Gang-Automatikgetriebe     |
| Messwerte                                   |                                   |                              |
| Höchstgeschwindigkeit                       | 175 km/h                          | 170 km/h                     |
| Beschleunigung, 0–100 km/h                  | 10,3 s                            | 11,3 s                       |
| Kraftstoffverbrauch auf 100 km (kombiniert) | 8,9 l Super                       | 10,4 l Super                 |
| Tankinhalt                                  | 67 l                              | 67 l                         |